# Мозъчна атака
Мозъчна атака, добре позната и като брейнсторминг (на английски: brainstorming), е групова техника за генериране на нови, полезни идеи при вземане на решения и за повишаване на творческото мислене. Тази техника може да бъде използвана като помощно средство за: дефиниране на задачата, върху която се работи; определяне на конкретни проблеми; намиране на примерни решения и изследване доколко те са надеждни.
В началото на всеки проект, екипът, работещ по него, трябва да отговори на редица въпроси като „какво“, „защо“ и „как“? Един от най-добрите начини това да се осъществи, е чрез провеждането на така наречената мозъчна атака.

## Участници
Три са ключовите роли за участниците в мозъчната атака:
- ръководител на екипа;
- човек, който записва и
- участници в екипа.

Необходимо е ръководителят да бъде добър слушател. В началото, за да помогне на участниците, той трябва да изложи пред тях причините за нуждата от използването на мозъчната атака и да повиши активността им. Трябва да определи основните правила и да ръководи процеса на генериране на идеи.
Пишещият участник записва дословно всички идеи. Тази роля може да бъде изпълнена и от ръководителя.
Участниците в екипа не трябва да бъдат по-малко от 5 и повече от 10. Най-добре е да са шест или седем.

## Правила за провеждане
- Трябва да се натрупат колкото е възможно повече идеи от участниците, без те да бъдат критикувани или съдени, докато идеите се оформят.
- Всички идеи са добре дошли, без значение колко нелогични или отдалечени от разглежданата тема изглеждат.
- Идеите се обсъждат след като мозъчната атака приключи.
- Участниците не трябва да бъдат критикувани. Нежелателно е издаването на звуци, правенето на физиономии и присмиването. При мозъчната атака всички идеи са равни.
- Участниците трябва да се опитват да допълват идеите на другите.
- Всички идеи се записват така, че цялата група лесно да ги вижда.
- Времето за мозъчна атака трябва да се ограничи, например до около 30 минути.

- Използвайте разговорни устройства, за да съживите груповите дискусии, ако сесията започва да изостава откъм ниво на ентусиазъм и енергетичност. Например, МА отборът може да се опита да погледнете на проблема или въпроса от перспективата на определена трета страна, като например известна знаменитост или бизнесмен.

## Последователност при провеждането
- Участниците в групата преглеждат темата на мозъчната атака, използвайки въпросите „защо“, „как“, „какво“. Например, ако темата е организирането на автомобилен курс за обучение, то един от въпросите може да е: „На какво ще се акцентира като съдържание на курса?“
- Всеки трябва обмисли въпроса на спокойствие за няколко минути. Участниците могат да запишат набързо идеите си върху лист хартия. Например, ако се разглежда горната тема, идеите могат да бъдат свързани с концепции като типове автомобили, части на автомобила, начин на работа на автомобила и други подобни;
- Всеки от участниците обявява своите идеи и те се отбелязват от пишещия.[1]
- Идеите се дискутират и категоризират.

- Има три важни фактора, които определят успеха на една мозъчна атака.

1) Първо, групата трябва да се стреми да създаде голямо количество от идеи, тъй като това увеличава вероятността те да намерят възможно най-доброто решение.
2) На второ място, групата трябва със сигурност да се сдържа от критика на идеите, докато те се споделят, тъй като отрицателното мислене на един член от групата може да направи другите по-малко склонни да участват и по този начин да доведе до провал на целия процес.
3) Трето, ръководителят на групата трябва да създаде положителна среда за МА и да насочва творческата енергия на останалите членове в същата посока.

## Разновидности
Фиктивен групов похват
Това е тип мозъчна атака, която насърчава равнопоставеност между всички участници в процеса. Използва се, за създаването на подреден списък от идеи.
Всеки участник записва идеята си анонимно. След това ръководителят на групата събира идеите и всяка от тях се подлага на гласуване от групата. Гласуването може да е много простично – например с вдигане на ръка в подкрепа на идеята. Този процес се нарича дестилация.
След дестилацията идеите, които са най-високо в класацията може да се подложат на мозъчна атака в групата или в по-малки подгрупи. Понякога идеи, които са отпаднали в по-ранен етап на оценяване, могат отново да се върнат за обсъждане след преоценка на идеите.
Техника на преминаване през групата
Всеки човек от групата записва на листче една идея и подава листчето на следващия човек в посока по часовниковата стрелка, който съответно добавя някакви мисли по идеята. Това продължава докато всеки си получи обратно собственото листче. След този процес е доста вероятно групата да е прегледала обстойно всяка идея.
„Метод 635“
На лист хартия шестима участници записват или скицират, всеки на своя лист с обявен върху него проблем, по три идеи, за пет минути – след което листът се предава на участника вляво или вдясно. Така, кръгово, на всеки лист след 30 минути ще има записани по 18 идеи, общо 108. Условието е да не се повтарят написаните на листа идеи, но могат да се доразвият предложените от предходни участници върху конкретния лист.
Електронна мозъчна атака
Това е компютъризиран вариант на мозъчна атака. Може да се реализира чрез електронна поща, уеб базиран или peer-to-peer софтуер.
Ръководителят на екипа изпраща въпросите до участниците в екипа и всеки от тях му изпраща независимо своите идеи. След това ръководителят на групата събира списък от тези идеи и го изпраща на групата за обратна връзка. Едно от предимствата на електронната мозъчна атака е, че позволява участието на повече хора, отколкото нормално биха могли да участват в стандартна сесия на мозъчна атака.